# Psychotria
Psychotria is een geslacht uit de sterbladigenfamilie (Rubiaceae). De soorten komen wereldwijd voor in (sub)tropische gebieden.

## Soorten
- Psychotria abdita Standl.
- Psychotria aborensis Dunn
- Psychotria abouabouensis (Schnell) Verdc.
- Psychotria acicularis C.M.Taylor
- Psychotria acreana K.Krause
- Psychotria acuminata Benth.
- Psychotria acuminatissima Elmer
- Psychotria acunae Borhidi
- Psychotria acutiflora DC.
- Psychotria adafoana K.Schum.
- Psychotria adamsonii Fosberg
- Psychotria adderleyi Steyerm.
- Psychotria adenophora Steyerm.
- Psychotria adenophylla Wall.
- Psychotria adpressipilis Steyerm.
- Psychotria aegialodes (Bremek.) A.P.Davis & Govaerts
- Psychotria aemulans K.Schum.
- Psychotria aetantha (Sandwith) Steyerm.
- Psychotria agamae Merr.
- Psychotria aganosmifolia Craib
- Psychotria agnata DC.
- Psychotria aguilarii Standl. & Steyerm.
- Psychotria alabatensis Sohmer & A.P.Davis
- Psychotria alainii Acuña & Roíg
- Psychotria alaotrensis Bremek.
- Psychotria alatipes Wernham
- Psychotria alba Ruiz & Pav.
- Psychotria albicaulis Scott-Elliot
- Psychotria albomarginata Hallier f.
- Psychotria alegre ined.
- Psychotria alemquerensis Huber
- Psychotria alfaroana Standl.
- Psychotria alibertioides Wernham
- Psychotria allenii Standl.
- Psychotria alloantha Steyerm.
- Psychotria alluviorum K.Krause
- Psychotria alpestris Urb. & Ekman
- Psychotria alsophila K.Schum.
- Psychotria alticola Steyerm.
- Psychotria altiplanensis Standl. ex Steyerm.
- Psychotria altsonii (Sandwith) Steyerm.
- Psychotria alzapaniensis Sohmer & A.P.Davis
- Psychotria amaracarpoides (Merr.) Merr.
- Psychotria ambohimitombensis Bremek.
- Psychotria ambongensis (Bremek.) A.P.Davis & Govaerts
- Psychotria amboniana K.Schum.
- Psychotria amieuensis Guillaumin
- Psychotria amita Standl.
- Psychotria ammericola Guillaumin
- Psychotria amoena A.C.Sm.
- Psychotria ampla Müll.Arg.
- Psychotria amplectans Benth.
- Psychotria amplifolia Raeusch.
- Psychotria amplifrons Standl.
- Psychotria amplissima Merr.
- Psychotria amplithyrsa Valeton
- Psychotria ampullacea A.C.Sm.
- Psychotria anamallayana Bedd.
- Psychotria anartiothrix Steyerm.
- Psychotria ancaranensis (Bremek.) A.P.Davis & Govaerts
- Psychotria anceps Kunth
- Psychotria andaiensis Valeton
- Psychotria andamanica Kurz
- Psychotria andapae A.P.Davis & Govaerts
- Psychotria andersonii Fosberg
- Psychotria anderssoniana A.P.Davis & Govaerts
- Psychotria andetrensis (Bremek.) A.P.Davis & Govaerts
- Psychotria andevorantensis Bremek.
- Psychotria andramontaensis A.P.Davis & Govaerts
- Psychotria andriantiana A.P.Davis & Govaerts
- Psychotria aneityensis Guillaumin
- Psychotria anemothyrsa K.Schum. & K.Krause
- Psychotria angulata Korth.
- Psychotria angustata Andersson
- Psychotria angustiflora K.Krause
- Psychotria anisocephala Müll.Arg.
- Psychotria anisopoda (Standl.) Steyerm.
- Psychotria anjanaharibensis A.P.Davis & Govaerts
- Psychotria anjouanensis A.P.Davis & Govaerts
- Psychotria ankafinensis (K.Schum.) A.P.Davis & Govaerts
- Psychotria ankasensis J.B.Hall
- Psychotria antenniformis Steyerm.
- Psychotria antsalovensis (Bremek.) A.P.Davis & Govaert
- Psychotria antsirananensis A.P.Davis & Govaerts
- Psychotria apiculata Müll.Arg.
- Psychotria apocynifolia A.Gray
- Psychotria apoda Steyerm.
- Psychotria apodantha A.Gray
- Psychotria apodocephala Standl.
- Psychotria appendiculata Müll.Arg.
- Psychotria appuniana Steyerm.
- Psychotria aquatilis Merr. & L.M.Perry
- Psychotria araguana Standl.
- Psychotria araguariensis Steyerm.
- Psychotria araiosantha A.C.Sm. & S.P.Darwin
- Psychotria ararum C.M.Taylor
- Psychotria arborea Hiern
- Psychotria arborescens Elmer
- Psychotria arbuscula Volkens
- Psychotria arbutifolia (Baill.) Schltr.
- Psychotria archboldiana Fosberg
- Psychotria archboldii Sohmer
- Psychotria ardisioides Craib
- Psychotria arenosa Müll.Arg.
- Psychotria areolata C.M.Taylor
- Psychotria argantha A.C.Sm.
- Psychotria argentata Korth.
- Psychotria argentinensis Bacigalupo
- Psychotria argoviensis Steyerm.
- Psychotria arirambana Standl.
- Psychotria aristeguietae Steyerm.
- Psychotria arnoldiana De Wild.
- Psychotria aroensis Steyerm.
- Psychotria artensis (Montrouz.) Guillaumin
- Psychotria articulata (Hiern) E.M.A.Petit
- Psychotria asae (Kuntze) ined.
- Psychotria ascendens Ridl.
- Psychotria aschersoniana K.Schum. & K.Krause
- Psychotria asekiensis Sohmer
- Psychotria asiatica L.
- Psychotria assimilis Bremek.
- Psychotria atricaulis Fosberg
- Psychotria atroviridis Ridl.
- Psychotria aubletiana Steyerm.
- Psychotria augagneurii Hochr.
- Psychotria aurantibractea C.M.Taylor
- Psychotria aurantiocarpa Fosberg
- Psychotria aurea Lauterb.
- Psychotria auriculata C.Wright ex Griseb.
- Psychotria auxopoda E.M.A.Petit
- Psychotria avenis Pancher ex Beauvis.
- Psychotria aviculoides J.H.Kirkbr.
- Psychotria avilensis Steyerm.
- Psychotria axilliflora Merr. & L.M.Perry
- Psychotria ayangannensis Steyerm.
- Psychotria azuensis Alain
- Psychotria babatwoensis Cheek
- Psychotria bagshawei E.M.A.Petit
- Psychotria bahiensis DC.
- Psychotria baillonii Schltr.
- Psychotria bakeri Dwyer
- Psychotria bakossiensis Cheek & Sonké
- Psychotria balabacensis Merr.
- Psychotria baladensis (Baill.) Guillaumin
- Psychotria balakrishnii Deb & M.G.Gangop.
- Psychotria balancanensis C.W.Ham.
- Psychotria balansae Pit.
- Psychotria balbisiana DC.
- Psychotria balfouriana Verdc.
- Psychotria baltenweckii Urb.
- Psychotria banahaensis Elmer
- Psychotria banaona Urb.
- Psychotria bangii Rusby
- Psychotria bangladeshica M.Gangop. & Chakrab.
- Psychotria bangueyensis Merr.
- Psychotria bangweana K.Schum.
- Psychotria bantamensis Miq.
- Psychotria barbatiloba Merr. & L.M.Perry
- Psychotria barberi Gamble
- Psychotria barensis K.Krause
- Psychotria barkleyi Sohmer & A.P.Davis
- Psychotria barnebyana Steyerm.
- Psychotria baronii (Bremek.) A.P.Davis & Govaerts
- Psychotria bataanensis Elmer
- Psychotria batangana K.Schum.
- Psychotria bathieana A.P.Davis & Govaerts
- Psychotria baviensis Pit.
- Psychotria bayombongensis Sohmer & A.P.Davis
- Psychotria beaufortiensis Valeton ex Sohmer
- Psychotria beddomei Deb & M.G.Gangop.
- Psychotria bemarivensis A.P.Davis & Govaerts
- Psychotria berizokae (Bremek.) A.P.Davis & Govaerts
- Psychotria bermejalensis Britton
- Psychotria bernardii Steyerm.
- Psychotria berryi Wingf.
- Psychotria berteroana DC.
- Psychotria bertieroides Wernham
- Psychotria beskeana Schltdl.
- Psychotria betamponensis (Bremek.) A.P.Davis & Govaerts
- Psychotria beyrichiana Müll.Arg.
- Psychotria bhargavae M.Gangop. & Chakrab.
- Psychotria bialata C.Wright ex Griseb.
- Psychotria biaristata Bartl. ex DC.
- Psychotria biaurita (Hutch. & Dalziel) Verdc.
- Psychotria bidentata (Thunb. ex Schult.) Hiern
- Psychotria bifaria Hiern
- Psychotria bimbiensis Bridson & Cheek
- Psychotria birchiana King & Gamble
- Psychotria birotula L.B.Sm. & Downs
- Psychotria bisulcata Wight & Arn.
- Psychotria blakei Standl. & Steyerm.
- Psychotria blepharophora (Standl.) Steyerm.
- Psychotria bodenii Wernham
- Psychotria boenyana (Bremek.) A.P.Davis & Govaerts
- Psychotria bogotensis Standl.
- Psychotria boholensis Merr. ex Sohmer & A.P.Davis
- Psychotria boivinii Bremek.
- Psychotria bolivarensis (Standl. & Steyerm.) Steyerm.
- Psychotria boloboensis Valeton
- Psychotria bonii Pit.
- Psychotria boninensis Nakai
- Psychotria bontocensis Merr.
- Psychotria boqueronensis Wernham
- Psychotria boquetensis Dwyer
- Psychotria boraginoides (Dwyer) C.M.Taylor
- Psychotria borjensis Kunth
- Psychotria bostrychothyrsus Sandwith
- Psychotria botryocephala (Standl.) Steyerm.
- Psychotria bourailensis Guillaumin
- Psychotria boyanii Steyerm.
- Psychotria brachiata Sw.
- Psychotria brachyandra Müll.Arg.
- Psychotria brachyantha Hiern
- Psychotria brachyanthema Standl.
- Psychotria brachyanthoides De Wild.
- Psychotria brachyblastus A.P.Davis & Govaerts
- Psychotria brachyceras Müll.Arg.
- Psychotria brachygyne Müll.Arg.
- Psychotria brachylaena (Baill.) Guillaumin
- Psychotria brachypoda (Müll.Arg.) Britton
- Psychotria brachythrix A.C.Sm.
- Psychotria brackenridgei A.Gray
- Psychotria bracteocardia (DC.) Müll.Arg.
- Psychotria bradei Standl.
- Psychotria brandneriana (L.Linden) Robbr.
- Psychotria brassii Hiern
- Psychotria brazaoi Steyerm.
- Psychotria bremekampiana Steyerm.
- Psychotria brevicalyx Fosberg
- Psychotria brevicaulis K.Schum.
- Psychotria brevicollis Müll.Arg.
- Psychotria breviflora (Schltdl.) Müll.Arg.
- Psychotria brevipaniculata De Wild.
- Psychotria brevipedunculata Müll.Arg.
- Psychotria brevipes DC.
- Psychotria brevipuberula E.M.A.Petit
- Psychotria brevistipula Urb.
- Psychotria bridsoniae A.P.Davis & Govaerts
- Psychotria brieyi De Wild.
- Psychotria bristolii Whistler
- Psychotria broweri Seem.
- Psychotria brucei Verdc.
- Psychotria brunnea Schweinf. ex Hiern
- Psychotria brunnescens Craib
- Psychotria bryonicola Proctor
- Psychotria buchii Urb.
- Psychotria buchtienii (H.J.P.Winkl.) Standl.
- Psychotria bugoyensis K.Krause
- Psychotria bukaensis De Wild.
- Psychotria bulilimontis W.N.Takeuchi
- Psychotria bullata Seem.
- Psychotria bullulata Bremek.
- Psychotria buntingii Steyerm.
- Psychotria burkillii Deb & M.G.Gangop.
- Psychotria burmanica Deb & M.G.Gangop.
- Psychotria butayei De Wild.
- Psychotria butibumensis Sohmer
- Psychotria byrsonimifolia Acuña & Roíg
- Psychotria cabuyarensis Wernham
- Psychotria cadigensis Merr.
- Psychotria caerulea Ruiz & Pav.
- Psychotria cagayanensis Merr.
- Psychotria cajambrensis Standl. ex Steyerm.
- Psychotria calceata E.M.A.Petit
- Psychotria calciphila Steyerm.
- Psychotria calderi Deb & M.G.Gangop.
- Psychotria callensii E.M.A.Petit
- Psychotria calliantha (Baill.) Guillaumin
- Psychotria callithrix (Miq.) Steyerm.
- Psychotria calocardia Standl.
- Psychotria calocarpa Kurz
- Psychotria calochlamys Standl.
- Psychotria calophylla Standl.
- Psychotria calorhamnus (Baill.) Ruhsam
- Psychotria calothyris (Bremek.) A.P.Davis & Govaerts
- Psychotria calothyrsa (Baill.) Guillaumin
- Psychotria calycosa A.Gray
- Psychotria cambodiana Pierre ex Pit.
- Psychotria camerunensis E.M.A.Petit
- Psychotria camptodroma Merr. & L.M.Perry
- Psychotria camptopus Verdc.
- Psychotria campyloneura Müll.Arg.
- Psychotria campyloneuroides (Standl.) C.M.Taylor
- Psychotria campylopoda Standl.
- Psychotria canalensis (Baill.) Guillaumin
- Psychotria canarensis Talbot
- Psychotria candelabrum Standl.
- Psychotria canescens Steyerm.
- Psychotria cantleyi Ridl.
- Psychotria capensis (Eckl.) Vatke
- Psychotria capillacea (Müll.Arg.) Standl.
- Psychotria capitata Ruiz & Pav.
- Psychotria capitulifera Merr. & L.M.Perry
- Psychotria capizensis Merr.
- Psychotria capuronii A.P.Davis & Govaerts
- Psychotria caquetensis Steyerm.
- Psychotria cardenasii Standl.
- Psychotria cardiochlamys (Baill.) Schltr.
- Psychotria cardiomorpha C.M.Taylor & A.Pool
- Psychotria cardiophylla Merr.
- Psychotria carnea (G.Forst.) A.C.Sm.
- Psychotria carnosocarpa Dwyer & M.V.Hayden
- Psychotria carronis C.Moore & F.Muell.
- Psychotria carstensensis Wernham
- Psychotria carthagenensis Jacq.
- Psychotria cascajalensis C.W.Ham.
- Psychotria casiguraensis Sohmer & A.P.Davis
- Psychotria casiquiaria Müll.Arg.
- Psychotria castaneifolia E.M.A.Petit
- Psychotria castaneopila Merr.
- Psychotria castellana Müll.Arg.
- Psychotria castroi Merr. & Quisumb. ex Sohmer & A.P.Davis
- Psychotria catanduaniensis Sohmer & A.P.Davis
- Psychotria catetensis (Hiern) E.M.A.Petit
- Psychotria cathetoneura Urb.
- Psychotria caudata M.Gomes
- Psychotria cauligera C.M.Taylor
- Psychotria celebica Miq.
- Psychotria celiae Steyerm.
- Psychotria cenepensis C.M.Taylor
- Psychotria cephalidantha K.Schum.
- Psychotria cephaloides A.P.Davis & Govaerts
- Psychotria cephalophora Merr.
- Psychotria ceratalabastron K.Schum.
- Psychotria ceratantha Standl.
- Psychotria cernua Nadeaud
- Psychotria ceronii C.M.Taylor
- Psychotria cerrocoloradensis Dwyer ex C.M.Taylor
- Psychotria cerronis Steyerm.
- Psychotria chagrensis Standl.
- Psychotria chalconeura (K.Schum.) E.M.A.Petit
- Psychotria chamelaensis C.M.Taylor & Dominguez-Lic.
- Psychotria chaponiana Standl.
- Psychotria chartacea Craib
- Psychotria chasaliifolia Pit.
- Psychotria chaunantha K.Schum. & Lauterb.
- Psychotria cheathamiana Fosberg
- Psychotria chimboracensis Standl.
- Psychotria chiriquiensis (Standl.) C.M.Taylor
- Psychotria chiriquina Standl.
- Psychotria chitariana Dwyer & C.W.Ham.
- Psychotria chlorobotrya Standl.
- Psychotria chlorocalyx K.Schum.
- Psychotria chlorophylla Müll.Arg.
- Psychotria chocoana C.M.Taylor
- Psychotria chonantha (Gilli) Sohmer
- Psychotria chondrophylla (Miq.) Boerl.
- Psychotria choriophylla Standl.
- Psychotria christarusselliae Sohmer & A.P.Davis
- Psychotria christii Urb.
- Psychotria christophersenii Whistler
- Psychotria chrysantha Merr. & L.M.Perry
- Psychotria chrysanthoides Sohmer
- Psychotria chrysocarpa Merr. & L.M.Perry
- Psychotria ciliolata Schltdl.
- Psychotria cinerea De Wild.
- Psychotria clarendonensis Urb.
- Psychotria clavipes Müll.Arg.
- Psychotria clementis Britton & P.Wilson
- Psychotria clivorum Standl. & Steyerm.
- Psychotria closterocarpa A.Gray
- Psychotria clusioides Proctor
- Psychotria cocosensis C.W.Ham.
- Psychotria coelocalyx Urb.
- Psychotria coeloneura Urb.
- Psychotria coelospermum F.M.Bailey
- Psychotria collina Labill.
- Psychotria colnettiana Guillaumin
- Psychotria colorata (Willd. ex Schult.) Müll.Arg.
- Psychotria comorensis Bremek.
- Psychotria comperei E.M.A.Petit
- Psychotria compta Standl.
- Psychotria comptonii S.Moore
- Psychotria concinna Oliv.
- Psychotria concolor Benth. & Oerst.
- Psychotria condensa King & Gamble
- Psychotria condensata Valeton
- Psychotria condorensis Pierre ex Pit.
- Psychotria conephoroides (Rusby) C.M.Taylor
- Psychotria confertiloba A.C.Sm.
- Psychotria congesta Spreng. ex DC.
- Psychotria conglobata Valeton
- Psychotria conglobatioides Sohmer
- Psychotria conglomeratiflora Sohmer & A.P.Davis
- Psychotria conjugens Müll.Arg.
- Psychotria connata Wall.
- Psychotria conocarpa Bremek.
- Psychotria consanguinea Müll.Arg.
- Psychotria contracta Müll.Arg.
- Psychotria convergens C.M.Taylor
- Psychotria cookei J.W.Moore
- Psychotria cooperi Standl.
- Psychotria copeensis De Wild.
- Psychotria coptosperma (Baill.) Guillaumin
- Psychotria cordata A.Gray
- Psychotria cordatula Merr.
- Psychotria cordobensis C.M.Taylor
- Psychotria cornejoi C.M.Taylor
- Psychotria cornifer Wernham
- Psychotria cornigera Benth.
- Psychotria correae (Dwyer & M.V.Hayden) C.M.Taylor
- Psychotria corymbosa Sw.
- Psychotria costata (Rusby) Standl.
- Psychotria costatovenosa Schltdl.
- Psychotria costivenia Griseb.
- Psychotria costularia (Baill.) Standl. & Steyerm.
- Psychotria cotejensis (Standl.) J.H.Kirkbr.
- Psychotria coursii Bremek.
- Psychotria coussareoides Standl.
- Psychotria crassicalyx K.Krause
- Psychotria crassiflora Fosberg
- Psychotria crassifolia Miq.
- Psychotria crassipedunculata Sohmer
- Psychotria crassipetala E.M.A.Petit
- Psychotria crassiramula Sohmer
- Psychotria crebrinervia Valeton
- Psychotria crispipila Merr.
- Psychotria cristalensis Urb.
- Psychotria croatii (Dwyer) C.M.Taylor
- Psychotria croceovenosa Dwyer
- Psychotria crocochlamys Sandwith
- Psychotria croftiana Sohmer
- Psychotria cryptogrammata E.M.A.Petit
- Psychotria cuatrecasasii (Standl. & Steyerm.) C.M.Taylor
- Psychotria cuernosensis Elmer
- Psychotria cumanensis Humb. & Bonpl. ex Schult.
- Psychotria cuneata Elmer
- Psychotria cuneifolia DC.
- Psychotria cuprea Ridl.
- Psychotria cupularis (Müll.Arg.) Standl.
- Psychotria cupulata Valeton
- Psychotria cuspidata Bredem. ex Schult.
- Psychotria cuspidella Miq.
- Psychotria cuspidulata (K.Krause) Standl.
- Psychotria cutucuana C.M.Taylor
- Psychotria cyanococca Seem. ex Dombrain
- Psychotria cyanopharynx K.Schum.
- Psychotria cyathicalyx E.M.A.Petit
- Psychotria cyclophylla Urb.
- Psychotria cylindrostipula Merr.
- Psychotria cypellantha Steyerm.
- Psychotria daguensis Standl.
- Psychotria dallachiana Benth.
- Psychotria dalzellii Hook.f.
- Psychotria damasiana Sohmer
- Psychotria damnatorum Guillaumin
- Psychotria daphnoides A.Cunn. ex Hook.
- Psychotria darwiniana Cheek
- Psychotria dasyophthalma Griseb.
- Psychotria debilis Müll.Arg.
- Psychotria decaryi Bremek.
- Psychotria declieuxioides S.Moore
- Psychotria decolor Drake ex Bremek.
- Psychotria decora Standl.
- Psychotria decorifolia S.Moore
- Psychotria decumbens (Bremek.) A.P.Davis & Govaerts
- Psychotria deflexa DC.
- Psychotria defretesiana (W.N.Takeuchi) W.N.Takeuchi
- Psychotria deneversii C.M.Taylor
- Psychotria densa W.C.Chen
- Psychotria densicostata Müll.Arg.
- Psychotria densifolia Stapf
- Psychotria densinervia (K.Krause) Verdc.
- Psychotria densivenosa Müll.Arg.
- Psychotria denticulata Wall.
- Psychotria deplanchei (Beauvis.) Guillaumin
- Psychotria dermatophylla (K.Schum.) E.M.A.Petit
- Psychotria deverdiana Guillaumin
- Psychotria dichroa (Standl.) C.M.Taylor
- Psychotria diegoae Borhidi
- Psychotria dieniensis Merr. & L.M.Perry
- Psychotria diffusa Merr.
- Psychotria diffusiflora A.C.Sm.
- Psychotria dimorphophylla K.Schum.
- Psychotria dingalanensis Sohmer & A.P.Davis
- Psychotria diospyrifolia Kaneh.
- Psychotria diplococca Lauterb. & K.Schum.
- Psychotria diploneura (K.Schum.) Bridson & Verdc.
- Psychotria dipteropodioides Sohmer
- Psychotria direpta Wernham
- Psychotria distichodoma (Bremek.) A.P.Davis & Govaerts
- Psychotria distinctinervia A.P.Davis & Govaerts
- Psychotria divergens Blume
- Psychotria diversinodula (Verdc.) Verdc.
- Psychotria dives (Standl.) C.M.Taylor
- Psychotria djumaensis De Wild.
- Psychotria dodoensis K.Krause
- Psychotria dolichantha Urb.
- Psychotria dolichocalyx Urb. & Ekman
- Psychotria dolichosepala Merr. & L.M.Perry
- Psychotria dolphiniana Urb.
- Psychotria domatiata C.D.Adams
- Psychotria dorotheae Wernham
- Psychotria dressleri (Dwyer) C.W.Ham.
- Psychotria dubia (Wight) Alston
- Psychotria duckei Standl.
- Psychotria dudleyi Steyerm.
- Psychotria duidana Standl.
- Psychotria dunstervilleorum Steyerm.
- Psychotria dura Griseb.
- Psychotria duricoria Standl. & Steyerm.
- Psychotria durilancifolia Dwyer
- Psychotria dwyeri C.W.Ham.
- Psychotria ealaensis De Wild.
- Psychotria earlei Urb.
- Psychotria ebensis K.Schum.
- Psychotria ebracteata Urb.
- Psychotria eciliata Steyerm.
- Psychotria ectasiphylla K.Schum. & Lauterb.
- Psychotria edentata A.C.Sm.
- Psychotria educta Standl.
- Psychotria egensis Müll.Arg.
- Psychotria eggersii Standl.
- Psychotria ekmanii Urb.
- Psychotria elachistantha (K.Schum.) E.M.A.Petit
- Psychotria elegans Ridl.
- Psychotria elliotii Bremek.
- Psychotria ellipsoidea Craib
- Psychotria elliptica (Kunth) Humb. & Bonpl. ex Schult.
- Psychotria elliptifolia Elmer
- Psychotria elliptilimba Merr.
- Psychotria elmeri Merr.
- Psychotria elmeriana Hochr.
- Psychotria elongatosepala (De Wild.) E.M.A.Petit
- Psychotria embirensis Steyerm.
- Psychotria eminiana (Kuntze) E.M.A.Petit
- Psychotria enanilihensis Bremek.
- Psychotria erectiloba Guillaumin
- Psychotria ernestii K.Krause
- Psychotria erratica Hook.f.
- Psychotria erythrocarpa Schltdl.
- Psychotria erythrocephala (K.Schum. & K.Krause) Standl.
- Psychotria erythropus K.Schum.
- Psychotria esmeraldana C.M.Taylor
- Psychotria euaensis M.Hotta
- Psychotria eumorphanthus Fosberg
- Psychotria euneura Miq.
- Psychotria evansensis A.C.Sm.
- Psychotria evenia C.Wright ex Griseb.
- Psychotria everardii Wernham
- Psychotria evrardiana E.M.A.Petit
- Psychotria exannulata Müll.Arg.
- Psychotria exellii R.Alves, Figueiredo & A.P.Davis
- Psychotria exigua (F.M.Bailey) Domin
- Psychotria exilis A.C.Sm.
- Psychotria expansa Blume
- Psychotria expansissima K.Schum.
- Psychotria exsculpta S.Moore
- Psychotria extensa Miq.
- Psychotria faguetii (Baill.) Schltr.
- Psychotria falcata Rusby
- Psychotria fanshawei (Standl.) Steyerm.
- Psychotria farameoides Bremek.
- Psychotria faucicola K.Schum.
- Psychotria fauriei (H.Lév.) Fosberg
- Psychotria febrifuga Poepp.
- Psychotria felsspitziensis Valeton
- Psychotria fendleri Standl.
- Psychotria fenicis Merr.
- Psychotria ferdinandi-muelleri Guillaumin
- Psychotria fernandopoensis E.M.A.Petit
- Psychotria fertitensis Schweinf. ex Verdc.
- Psychotria filipes A.Gray
- Psychotria fimbriatifolia R.D.Good
- Psychotria fimbricalyx (Miq.) Boerl.
- Psychotria fimbriflora Steyerm.
- Psychotria fissistipula Müll.Arg.
- Psychotria fitzalanii Benth.
- Psychotria flava Oerst. ex Standl.
- Psychotria flavens Standl.
- Psychotria flavida Talbot
- Psychotria flaviflora (K.Krause) C.M.Taylor
- Psychotria flaviramula Sohmer
- Psychotria flaviventer Wernham
- Psychotria fleuryana E.M.A.Petit
- Psychotria fleuryi Pit.
- Psychotria florencei Lorence & W.L.Wagner
- Psychotria florentina (Standl. ex Steyerm.) ined.
- Psychotria floribunda Kunth
- Psychotria fluminensis Vell.
- Psychotria fluviatilis Chun ex W.C.Chen
- Psychotria foetens Sw.
- Psychotria foetida Griseb.
- Psychotria foliosa Hiern
- Psychotria foremanii Sohmer
- Psychotria formosa Cham. & Schltdl.
- Psychotria formosissima Steyerm.
- Psychotria forsteriana A.Gray
- Psychotria fortuita Standl.
- Psychotria fosbergii Steyerm.
- Psychotria fosteri C.W.Ham.
- Psychotria foxworthyi Sohmer & A.P.Davis
- Psychotria fractinervata E.M.A.Petit
- Psychotria fractistipula L.B.Sm., R.M.Klein & Delprete
- Psychotria fragrans (Gillespie) Fosberg
- Psychotria frakei Sohmer & A.P.Davis
- Psychotria franchetiana (Drake) Drake
- Psychotria franquevilleana Müll.Arg.
- Psychotria fraseri Ridl.
- Psychotria fraterna Müll.Arg.
- Psychotria friburgensis Standl.
- Psychotria frodinii Sohmer
- Psychotria frondosa S.Moore
- Psychotria fruticetorum Standl.
- Psychotria fuertesii Urb.
- Psychotria fulvoidea King & Gamble
- Psychotria furcans Fosberg
- Psychotria fuscescens Craib
- Psychotria fuscopilosa Schltr.
- Psychotria fusiformis C.M.Taylor
- Psychotria gabonica Hiern
- Psychotria gaboonensis Ruhsam
- Psychotria gabrieliae (Baill.) Guillaumin
- Psychotria gabrielis Müll.Arg.
- Psychotria gagneorum Lorence & W.L.Wagner
- Psychotria gaitalensis C.M.Taylor
- Psychotria galeottiana (M.Martens) C.M.Taylor & Lorence
- Psychotria galintanensis Sohmer & A.P.Davis
- Psychotria gallerana Standl.
- Psychotria galorei Sohmer
- Psychotria garberiana Christoph.
- Psychotria garciae Standl.
- Psychotria gardneri Hook.f.
- Psychotria gawadacephaelis Wernham
- Psychotria geminodens K.Schum.
- Psychotria gendarussifolia Blume
- Psychotria gentryi (Dwyer) C.M.Taylor
- Psychotria geophylax Cheek & Sonké
- Psychotria geronensis Urb.
- Psychotria gibbsiae S.Moore
- Psychotria gigantopus K.Schum.
- Psychotria gillespieana A.C.Sm.
- Psychotria gilletii De Wild.
- Psychotria giluwensis Sohmer
- Psychotria gitingensis Elmer
- Psychotria gjellerupii A.P.Davis
- Psychotria glabra (Turrill) Fosberg
- Psychotria glabrata Sw.
- Psychotria glandulicalyx Steyerm.
- Psychotria glandulifera Thwaites ex Hook.f.
- Psychotria glandulosa (Dennst.) Suresh
- Psychotria glaucifolia A.P.Davis & Govaerts
- Psychotria glaziovii Müll.Arg.
- Psychotria globicephala Gamble
- Psychotria globiceps K.Schum.
- Psychotria globosa Hiern
- Psychotria glomerulata (Donn.Sm.) Steyerm.
- Psychotria gneissica S.Moore
- Psychotria goetzei (K.Schum.) E.M.A.Petit
- Psychotria goldmanii Standl.
- Psychotria goniocarpa (Baill.) Guillaumin
- Psychotria gonzalagunioides J.H.Kirkbr.
- Psychotria goodenoughiensis Sohmer
- Psychotria goodii Figueiredo
- Psychotria gossweileri E.M.A.Petit
- Psychotria goyazensis Müll.Arg.
- Psychotria gracilenta Müll.Arg.
- Psychotria gracilior A.C.Sm.
- Psychotria gracilipes Merr.
- Psychotria graminifolia Urb.
- Psychotria grandiflora H.Mann
- Psychotria grandis Sw.
- Psychotria grandistipula Merr.
- Psychotria grandistipulata (Lauterb.) Whistler
- Psychotria grantii Fosberg
- Psychotria granulata Urb. & Ekman
- Psychotria granvillei Steyerm.
- Psychotria grayana K.Schum.
- Psychotria greeneana Urb.
- Psychotria greenwelliae Fosberg
- Psychotria griffithii Hook.f.
- Psychotria griseifolia S.Moore
- Psychotria griseola K.Schum.
- Psychotria grumilia (Kuntze) E.M.A.Petit
- Psychotria guanchezii Steyerm.
- Psychotria guapilensis (Standl.) Hammel
- Psychotria guaremalensis Standl.
- Psychotria guerkeana K.Schum.
- Psychotria guineensis E.M.A.Petit
- Psychotria gundlachii Urb.
- Psychotria gyrulosa Stapf
- Psychotria hainanensis H.L.Li
- Psychotria haitiensis Urb.
- Psychotria halophiloides Wernham
- Psychotria hamiltoniana C.M.Taylor
- Psychotria hammelii Dwyer
- Psychotria hanoverensis Proctor
- Psychotria haplantha Bremek.
- Psychotria harmandii Pit.
- Psychotria hastisepala Müll.Arg.
- Psychotria hathewayi Fosberg
- Psychotria haumugaensis Sohmer
- Psychotria hawaiiensis (A.Gray) Fosberg
- Psychotria hazenii Standl.
- Psychotria hebecarpa Merr. & L.M.Perry
- Psychotria hebeclada DC.
- Psychotria hedyotifolia Merr.
- Psychotria helferiana Kurz
- Psychotria hellwigiensis Valeton ex Sohmer
- Psychotria hemicephaelis Wernham
- Psychotria hemsleyi Verdc.
- Psychotria hendersoniana Craib
- Psychotria henryana Murugan & Gopalan
- Psychotria henryi H.Lév.
- Psychotria hentyi Sohmer
- Psychotria herrerana C.M.Taylor
- Psychotria herzogii S.Moore
- Psychotria heterocephala Müll.Arg.
- Psychotria heterochroa Urb.
- Psychotria heteromorpha Korth.
- Psychotria heteroneura Steyerm.
- Psychotria heterophylla Merr. & L.M.Perry
- Psychotria heterosticta E.M.A.Petit
- Psychotria hexandra H.Mann
- Psychotria hidalgensis Borhidi
- Psychotria hierniana Exell
- Psychotria hilonghilongensis Sohmer & A.P.Davis
- Psychotria himanthophylla Bremek.
- Psychotria hirsuta Sw.
- Psychotria hirsuticalyx (R.D.Good) Figueiredo
- Psychotria hirtinervia Wawra
- Psychotria hispidula Standl. ex Steyerm.
- Psychotria hivaoana Fosberg
- Psychotria hobdyi Sohmer
- Psychotria hoffmannseggiana (Willd. ex Schult.) Müll.Arg.
- Psychotria hollandiae Valeton
- Psychotria holoxantha Urb. & Ekman
- Psychotria holstii ined.
- Psychotria holtonii Standl.
- Psychotria holtzii (K.Schum.) E.M.A.Petit
- Psychotria homalosperma A.Gray
- Psychotria hombroniana (Baill.) Fosberg
- Psychotria homolleae Bremek.
- Psychotria horizontalis Sw.
- Psychotria hornitensis Dwyer & C.W.Ham.
- Psychotria horsfieldiana Miq.
- Psychotria hosokawae Fosberg
- Psychotria hospitalis Standl.
- Psychotria howcroftii W.N.Takeuchi
- Psychotria huampamiensis C.M.Taylor
- Psychotria huantensis Standl.
- Psychotria humbertii Bremek.
- Psychotria humblotii (Bremek.) A.P.Davis & Govaerts
- Psychotria humboldtiana (Cham.) Müll.Arg.
- Psychotria humilis Hiern
- Psychotria hunteri (Horne ex Baker) A.C.Sm.
- Psychotria hyalina Steyerm.
- Psychotria hylocharis Standl.
- Psychotria hypargyraea A.Gray
- Psychotria hypochlorina C.M.Taylor
- Psychotria hypoleuca K.Schum.
- Psychotria hyptoides Benth.
- Psychotria ianthina Guillaumin
- Psychotria ibitipocae Standl.
- Psychotria ignea Müll.Arg.
- Psychotria ihuensis Merr. & L.M.Perry
- Psychotria ilendensis K.Krause
- Psychotria ilocana (Merr.) Merr.
- Psychotria imerinensis (Bremek.) A.P.Davis & Govaerts
- Psychotria impercepta A.C.Sm. & S.P.Darwin
- Psychotria impressinervia Merr.
- Psychotria imthurniana Oliv.
- Psychotria imthurnii Turrill
- Psychotria inaequalis King & Gamble
- Psychotria inaequifolia Müll.Arg.
- Psychotria incompta A.C.Sm.
- Psychotria inconspicua Merr. & L.M.Perry
- Psychotria induta Craib
- Psychotria infundibularis Hiern
- Psychotria infundibulifera Setch.
- Psychotria ingentifolia E.M.A.Petit
- Psychotria insignis Standl.
- Psychotria insolens Standl.
- Psychotria insueta (Dwyer) C.W.Ham.
- Psychotria insularum A.Gray
- Psychotria integristipulata A.P.Davis & Govaerts
- Psychotria interior ined.
- Psychotria intermedia Gardner
- Psychotria interstans Domin
- Psychotria intrudens Miq.
- Psychotria iodotricha Müll.Arg.
- Psychotria iridensis Sohmer & A.P.Davis
- Psychotria iringensis Verdc.
- Psychotria irosinensis Elmer
- Psychotria irwinii Steyerm.
- Psychotria isalensis (Bremek.) A.P.Davis & Govaerts
- Psychotria iteophylla Stapf
- Psychotria ituriensis De Wild. ex E.Petit
- Psychotria ivakoanyensis Bremek.
- Psychotria iwahigensis Elmer
- Psychotria ixoroides Bartl. ex DC.
- Psychotria jambosioides Schltdl.
- Psychotria jamesoniana Standl.
- Psychotria japurensis Müll.Arg.
- Psychotria jasminoides Standl.
- Psychotria jauaensis Steyerm.
- Psychotria jefensis Dwyer ex C.M.Taylor
- Psychotria jervisei (Standl.) C.M.Taylor
- Psychotria jimenezii Standl.
- Psychotria jinotegensis C.Nelson & al.
- Psychotria johnsii Sohmer
- Psychotria johnsonii Hook.f.
- Psychotria juarezana C.M.Taylor & Lorence
- Psychotria juddii Christoph.
- Psychotria jugalis A.C.Sm.
- Psychotria juninensis Standl.
- Psychotria kaduana (Cham. & Schltdl.) Fosberg
- Psychotria kahuziensis E.M.A.Petit
- Psychotria kaieteurensis Sandwith
- Psychotria kairoana Sohmer
- Psychotria kajewskii Merr. & L.M.Perry
- Psychotria kamialii W.N.Takeuchi
- Psychotria kaniensis Valeton
- Psychotria kaoensis A.C.Sm.
- Psychotria karemaensis Sohmer
- Psychotria katikii Sohmer
- Psychotria kelelensis Valeton
- Psychotria keralensis Deb & M.G.Gangop.
- Psychotria kerrii Govaerts
- Psychotria keyensis Warb.
- Psychotria kikwitensis De Wild.
- Psychotria kilimandscharica K.Schum. ex Engl.
- Psychotria killipii Standl.
- Psychotria kimuenzae De Wild.
- Psychotria kirkii Hiern
- Psychotria kitsonii Hutch. & Dalziel
- Psychotria klainei Schnell
- Psychotria klossii Craib
- Psychotria klugii Standl.
- Psychotria kochii Valeton
- Psychotria konguensis Hiern
- Psychotria koniamboensis Guillaumin
- Psychotria koroiveibaui A.C.Sm.
- Psychotria korthalsiana Miq.
- Psychotria kosraensis Lorence & K.R.Wood
- Psychotria kratensis Craib
- Psychotria krukovii Standl.
- Psychotria kuhlmannii Standl.
- Psychotria kumbangii Ruhsam
- Psychotria kunstleri King & Gamble
- Psychotria kupensis Cheek
- Psychotria kuruvolii A.C.Sm.
- Psychotria kurzii Deb & M.G.Gangop.
- Psychotria kwewonii Jongkind
- Psychotria laciniata Vell.
- Psychotria lagunensis (Merr.) Merr.
- Psychotria lamarinensis C.W.Ham.
- Psychotria lanaensis (Merr.) Merr.
- Psychotria lanceifolia K.Schum.
- Psychotria lanceolaria Ridl.
- Psychotria lancilimba Merr.
- Psychotria langbianensis Wernham
- Psychotria laselvensis C.W.Ham.
- Psychotria lasiantha Schltr. & K.Krause
- Psychotria lasianthifolia Valeton
- Psychotria lasianthoides Valeton
- Psychotria lasiocephala Ridl.
- Psychotria lasiophthalma Griseb.
- Psychotria lasiopus Müll.Arg.
- Psychotria lasiostylis Müll.Arg.
- Psychotria latistipula Benth.
- Psychotria laui Merr. & F.P.Metcalf
- Psychotria lauracea (K.Schum.) E.M.A.Petit
- Psychotria laurentii De Wild.
- Psychotria lavanchiei Bremek.
- Psychotria lawrancei Standl.
- Psychotria laxiflora Blume
- Psychotria laxissima S.Moore
- Psychotria le-ratii Guillaumin
- Psychotria lebrunii Cheek
- Psychotria lecomtei Pit.
- Psychotria ledermannii (K.Krause) Figueiredo
- Psychotria leiantha Steyerm.
- Psychotria leilae A.P.Davis & Govaerts
- Psychotria leiocarpa Cham. & Schltdl.
- Psychotria leiophloea Merr. & L.M.Perry
- Psychotria leiophylla Merr. & L.M.Perry
- Psychotria leitana C.M.Taylor
- Psychotria leleana Sohmer
- Psychotria leleanoides Sohmer
- Psychotria lenormandii Schltr.
- Psychotria leonardiana E.M.A.Petit
- Psychotria leonardii Merr. & L.M.Perry
- Psychotria leonis Britton & P.Wilson
- Psychotria lepida Standl.
- Psychotria lepidocalyx S.Moore
- Psychotria lepidocarpa Korth.
- Psychotria leptantha A.C.Sm.
- Psychotria leptophylla Hiern
- Psychotria leptothyrsa Miq.
- Psychotria letestui (De Wild.) ined.
- Psychotria letouzeyi E.M.A.Petit
- Psychotria leucantha Schltr. & K.Krause
- Psychotria leucocalyx A.C.Sm.
- Psychotria leucocarpa Blume
- Psychotria leucocentron K.Schum.
- Psychotria leucococca K.Schum. & Lauterb.
- Psychotria leucopoda E.M.A.Petit
- Psychotria levis (Standl.) C.M.Taylor
- Psychotria levuensis Gillespie
- Psychotria lianoides Elmer
- Psychotria liberica Hepper
- Psychotria liesneri Dwyer
- Psychotria ligustrifolia (Northr.) Millsp.
- Psychotria limba Scott-Elliot
- Psychotria limitanea Standl.
- Psychotria limonensis K.Krause
- Psychotria lindenii Standl.
- Psychotria linderi Hepper
- Psychotria lindleyana Müll.Arg.
- Psychotria linearifolia Bremek.
- Psychotria linearis Bartl. ex DC.
- Psychotria linearisepala E.M.A.Petit
- Psychotria lineolata Craib
- Psychotria liogieri Steyerm.
- Psychotria loefgrenii Standl.
- Psychotria loheri Elmer
- Psychotria lokohensis Bremek.
- Psychotria lolokiensis S.Moore
- Psychotria longicauda Valeton
- Psychotria longicuspis Müll.Arg.
- Psychotria longipaniculata Sohmer
- Psychotria longipedicellata Elmer
- Psychotria longipetiolata Thwaites
- Psychotria longirostrata Valeton
- Psychotria longirostris (Rusby) Standl.
- Psychotria longissima Quisumb. & Merr.
- Psychotria longituba A.Chev. ex De Wild.
- Psychotria loniceroides Sieber ex DC.
- Psychotria lopezii Acuña & Roíg
- Psychotria lorenciana C.M.Taylor
- Psychotria lorentzii Valeton
- Psychotria louisii E.M.A.Petit
- Psychotria lourteigiana Steyerm.
- Psychotria lovettii Borhidi & Verdc.
- Psychotria lozadae Borhidi & Lorea-Hern.
- Psychotria lubutuensis De Wild.
- Psychotria lucens Hiern
- Psychotria lucidifolia Standl.
- Psychotria lucidula Baker
- Psychotria lunanii Urb.
- Psychotria lundellii Standl.
- Psychotria lupulina Benth.
- Psychotria lutea (Aubl.) Willd.
- Psychotria luteola Merr. & L.M.Perry
- Psychotria lutescens Craib
- Psychotria luxurians Rusby
- Psychotria luzoniensis (Cham. & Schltdl.) Fern.-Vill.
- Psychotria lyciiflora (Baill.) Schltr.
- Psychotria lycioides (Baill.) Guillaumin
- Psychotria macbridei Standl.
- Psychotria macgregorii Merr.
- Psychotria macrocalyx A.Gray
- Psychotria macrocarpa Hook.f.
- Psychotria macrochlamys (Bremek.) A.P.Davis & Govaerts
- Psychotria macroglossa (Baill.) Guillaumin
- Psychotria macroserpens Fosberg
- Psychotria madulidii Sohmer & A.P.Davis
- Psychotria mafuluensis S.Moore
- Psychotria magnasepala Sohmer
- Psychotria magnifica (Gillespie) Fosberg
- Psychotria magnifolia Merr.
- Psychotria magnisepala Bremek.
- Psychotria maguireorum Steyerm.
- Psychotria mahonii C.H.Wright
- Psychotria maingayi Hook.f.
- Psychotria malacorrhax (Lauterb. & K.Schum.) Valeton
- Psychotria malaloensis Merr. & L.M.Perry
- Psychotria malaneoides Müll.Arg.
- Psychotria malaspinae Merr.
- Psychotria malayana Jack
- Psychotria malchairii De Wild.
- Psychotria maleolens Urb.
- Psychotria maliensis Schnell
- Psychotria malmei (Standl.) Zappi
- Psychotria mamillaris Müll.Arg.
- Psychotria manambolensis A.P.Davis & Govaerts
- Psychotria manampanihensis (Bremek.) A.P.Davis & Govaerts
- Psychotria manaraeana Steyerm.
- Psychotria manausensis Steyerm.
- Psychotria mandiocana Müll.Arg.
- Psychotria mandrarensis (Bremek.) A.P.Davis & Govaerts
- Psychotria mangenotii (Aké Assi) Verdc.
- Psychotria mangorensis (Bremek.) A.P.Davis & Govaerts
- Psychotria manillensis Bartl. ex DC.
- Psychotria maningoryensis A.P.Davis & Govaerts
- Psychotria manna Urb.
- Psychotria mannii Hiern
- Psychotria manongarivensis A.P.Davis & Govaerts
- Psychotria mapiriensis Standl.
- Psychotria mapourioides DC.
- Psychotria marafungaensis Sohmer
- Psychotria maranhana Müll.Arg.
- Psychotria marauensis Fosberg & Florence
- Psychotria marcgraviella Standl.
- Psychotria marchionica Drake
- Psychotria marginata Sw.
- Psychotria mariana Bartl. ex DC.
- Psychotria maricaensis Urb.
- Psychotria mariguidonensis Sohmer & A.P.Davis
- Psychotria mariniana (Cham. & Schltdl.) Fosberg
- Psychotria marmeladensis Urb.
- Psychotria maroensis (Bremek.) A.P.Davis & Govaerts
- Psychotria marojejensis Bremek.
- Psychotria martinetugei Cheek
- Psychotria martiusii Müll.Arg.
- Psychotria matagalpensis C.M.Taylor
- Psychotria matambuaii W.N.Takeuchi
- Psychotria mathewsii Standl.
- Psychotria maturacensis Steyerm.
- Psychotria mauiensis Fosberg
- Psychotria mayana W.N.Takeuchi
- Psychotria mazaruniensis Standl.
- Psychotria medusula Müll.Arg.
- Psychotria meeboldii Deb & M.G.Gangop.
- Psychotria megacarpa Ridl.
- Psychotria megacephala Steyerm.
- Psychotria megacoma Miq.
- Psychotria megalocalyx Müll.Arg.
- Psychotria megalocarpa (Bremek.) A.P.Davis & Govaerts
- Psychotria megalopus Verdc.
- Psychotria megistantha E.M.A.Petit
- Psychotria megistophylla Standl.
- Psychotria mekongensis Pit.
- Psychotria melaneoides Wernham
- Psychotria melanocarpa Merr. & L.M.Perry
- Psychotria melanotricha Müll.Arg.
- Psychotria melintangensis Govaerts
- Psychotria membranifolia Bartl. ex DC.
- Psychotria menalohensis (Bremek.) A.P.Davis & Govaerts
- Psychotria mendozii Sohmer & A.P.Davis
- Psychotria meridensis Steyerm.
- Psychotria merrilliana Sohmer
- Psychotria merrillii Kaneh.
- Psychotria merrittii Merr.
- Psychotria merrittioides Sohmer & A.P.Davis
- Psychotria mesentericarpa Baker
- Psychotria mexiae Standl.
- Psychotria miae A.P.Davis & Govaerts
- Psychotria micheliae (J.-G.Adam) Jongkind & W.D.Hawth.
- Psychotria micheliana J.-G.Adam
- Psychotria micralabastra (Lauterb. & K.Schum.) Valeton
- Psychotria micrantha Kunth
- Psychotria microbotrys Ruiz ex Standl.
- Psychotria microcarpa Müll.Arg.
- Psychotria micrococca (Lauterb. & K.Schum.) Valeton
- Psychotria microglossa (Baill.) Baill. ex Guillaumin
- Psychotria microgrammata Bremek.
- Psychotria micromyrtus (Baill.) Schltr.
- Psychotria microthyrsa E.M.A.Petit
- Psychotria milnei (A.Gray) K.Schum.
- Psychotria mima Standl.
- Psychotria minarum Standl. & Steyerm.
- Psychotria mindanaensis Merr.
- Psychotria mindoroensis Elmer
- Psychotria mineirensis Wernham
- Psychotria miniata Merr. & L.M.Perry
- Psychotria minima R.D.Good
- Psychotria minimicalyx K.Schum.
- Psychotria minuta E.M.A.Petit
- Psychotria minutiflora Müll.Arg.
- Psychotria minutifoveolata Merr.
- Psychotria miombicola Verdc.
- Psychotria mirandae C.W.Ham.
- Psychotria misolensis Valeton ex Sohmer
- Psychotria molinae Standl.
- Psychotria molinarum Lorence
- Psychotria molleri K.Schum.
- Psychotria mollipes K.Krause
- Psychotria monanthos (Baill.) Schltr.
- Psychotria monensis Cheek & Séné
- Psychotria moninensis (Hiern) E.M.A.Petit
- Psychotria monocarpa Fosberg
- Psychotria monopedicellata Sohmer
- Psychotria mons-mi Ruhsam
- Psychotria monsalveae C.M.Taylor
- Psychotria montana Blume
- Psychotria montensis Moore
- Psychotria monteverdensis Dwyer & C.W.Ham.
- Psychotria monticola Kurz
- Psychotria montisgiluwensis A.P.Davis & Ruhsam
- Psychotria montisstellaris (P.Royen) A.P.Davis & Ruhsam
- Psychotria montivaga C.M.Taylor
- Psychotria moonii Hook.f.
- Psychotria morindiflora Wall. ex Hook.f.
- Psychotria morindoides Hutch.
- Psychotria morley-smithiae A.P.Davis & Govaerts
- Psychotria mornicola Urb.
- Psychotria morobensis Sohmer
- Psychotria mortehanii De Wild.
- Psychotria mortoniana Standl.
- Psychotria moseskemei Cheek
- Psychotria moyobambana Standl.
- Psychotria muellerdomboisii W.N.Takeuchi
- Psychotria muelleriana Wawra
- Psychotria multicapitata King & Gamble
- Psychotria multicostata Valeton
- Psychotria multinervia Ridl.
- Psychotria multipedunculata Sohmer
- Psychotria multiplex Müll.Arg.
- Psychotria mumfordiana F.Br.
- Psychotria munda Standl.
- Psychotria murmurensis Sohmer
- Psychotria muschleriana K.Krause
- Psychotria muscicola Valeton
- Psychotria muscosa (Jacq.) Steyerm.
- Psychotria mwinilungae Verdc.
- Psychotria mycetoides Valeton
- Psychotria myriantha Müll.Arg.
- Psychotria myrmecophila K.Schum. & Lauterb.
- Psychotria myrsinoides Merr. & L.M.Perry
- Psychotria myrtiphyllum Sw.
- Psychotria nacdado Guillaumin
- Psychotria nagapatensis Merr.
- Psychotria naguana Urb.
- Psychotria namwingensis Govaerts
- Psychotria nandarivatensis A.C.Sm.
- Psychotria nanifrutex Sohmer
- Psychotria nathaliae (Baill.) Guillaumin
- Psychotria nautensis Standl.
- Psychotria nebulosa K.Krause
- Psychotria negrosensis Elmer
- Psychotria neillii C.W.Ham. & Dwyer
- Psychotria nekouana (Baill.) Guillaumin
- Psychotria nematostachya Steyerm.
- Psychotria nemorosa Gardner
- Psychotria nervosa Sw.
- Psychotria nesophila F.Muell.
- Psychotria neurothrix Müll.Arg.
- Psychotria ngollengollei Cheek
- Psychotria nicobarica Kurz
- Psychotria nieuwenhuizii Valeton
- Psychotria nigerica Hepper
- Psychotria nigra (Gaertn.) Alston
- Psychotria nigropunctata Hiern
- Psychotria nilgiriensis Deb & M.G.Gangop.
- Psychotria nitens (Merr.) Merr.
- Psychotria nivea (Sandwith) Steyerm.
- Psychotria niveobarbata (Müll.Arg.) Britton
- Psychotria njumei Cheek
- Psychotria nodiflora O.Lachenaud & D.J.Harris
- Psychotria norae Steyerm.
- Psychotria nossibensis A.P.Davis & Govaerts
- Psychotria novohiberiensis Sohmer
- Psychotria noxia A.St.-Hil.
- Psychotria nubica Delile
- Psychotria nubicola G.Taylor
- Psychotria nubiphila Dwyer
- Psychotria nuda (Cham. & Schltdl.) Wawra
- Psychotria nudiceps Standl.
- Psychotria nudiflora Wight & Arn.
- Psychotria nummularioides Guillaumin
- Psychotria nymannii ined.
- Psychotria oaxacensis Borhidi & Salas-Mor.
- Psychotria obconica Müll.Arg.
- Psychotria obliquinervia Müll.Arg.
- Psychotria oblita Wernham
- Psychotria oblonga (DC.) Steyerm.
- Psychotria obovalis A.Rich.
- Psychotria obovatifolia De Wild.
- Psychotria obscura Zoll. & Moritzi
- Psychotria obscurinervia Merr.
- Psychotria obtegens Müll.Arg.
- Psychotria obtusifolia Lam. ex Poir.
- Psychotria occidentalis Steyerm.
- Psychotria ochroleuca Standl.
- Psychotria octocuspis Müll.Arg.
- Psychotria octosulcata Talbot
- Psychotria odorata C.Wright ex Griseb.
- Psychotria officinalis (Aubl.) Raeusch. ex Sandwith
- Psychotria oinochrophylla (Standl.) C.M.Taylor
- Psychotria oleandrella (Standl.) C.M.Taylor
- Psychotria oleifolia (Kunth) Standl.
- Psychotria oleoides (Baill.) Schltr.
- Psychotria olgae Dwyer & M.V.Hayden
- Psychotria oligocarpa K.Schum.
- Psychotria oligoneura Pierre ex Pit.
- Psychotria olivacea Valeton
- Psychotria oliveri Lorence & W.L.Wagner
- Psychotria olsenii Sohmer & A.P.Davis
- Psychotria ombrophila (Schnell) Verdc.
- Psychotria oncocarpa K.Schum.
- Psychotria onivensis (Bremek.) A.P.Davis & Govaerts
- Psychotria oocarpa Bremek.
- Psychotria opaca Müll.Arg.
- Psychotria opima Standl.
- Psychotria oreadum S.Moore
- Psychotria oreophila Guillaumin
- Psychotria oreotrephes (Bremek.) A.P.Davis & Govaerts
- Psychotria orgyalis Merr. & L.M.Perry
- Psychotria orophila E.M.A.Petit
- Psychotria orosiana Standl.
- Psychotria orosioides C.M.Taylor
- Psychotria osaensis C.M.Taylor
- Psychotria osiana W.N.Takeuchi & Pipoly
- Psychotria ossaeana Urb.
- Psychotria ostreophora (Wernham) C.M.Taylor
- Psychotria ottonis Standl.
- Psychotria ouatilouensis Guillaumin
- Psychotria oubatchensis Schltr.
- Psychotria ovatistipula C.M.Taylor
- Psychotria ovoidea Wall. ex Hook.f.
- Psychotria owariensis (P.Beauv.) Hiern
- Psychotria ownbeyi Standl. ex C.M.Taylor
- Psychotria pachyantha A.C.Sm.
- Psychotria pachygrammata Bremek.
- Psychotria pachyphylla (King & Gamble) Ridl.
- Psychotria pachythalla Urb.
- Psychotria pacifica K.Schum.
- Psychotria pacimonica Müll.Arg.
- Psychotria pacorensis C.W.Ham.
- Psychotria paeonia C.M.Taylor
- Psychotria pakaraimensis Steyerm.
- Psychotria palawanensis Elmer
- Psychotria palimlimensis Sohmer & A.P.Davis
- Psychotria pallens Gardner
- Psychotria pallescens (Rusby) Standl.
- Psychotria pallida Valeton
- Psychotria pallidifolia Merr.
- Psychotria paloensis Elmer
- Psychotria paludicola Merr. & L.M.Perry
- Psychotria paludosa Müll.Arg.
- Psychotria palustris E.M.A.Petit
- Psychotria panamensis Standl.
- Psychotria panayensis Merr.
- Psychotria pancheri (Baill.) Schltr.
- Psychotria pandensis Standl.
- Psychotria pandurata Verdc.
- Psychotria papantlensis (Oerst.) Hemsl.
- Psychotria papillata (Merr.) Merr.
- Psychotria papillosa Guillaumin
- Psychotria papuana (Wernham) H.St.John
- Psychotria paracalensis Sohmer & A.P.Davis
- Psychotria paradichroa C.M.Taylor
- Psychotria paradoxalis (Bremek.) A.P.Davis & Govaerts
- Psychotria paramaracarpus (Baill.) Schltr.
- Psychotria paravillosa C.M.Taylor
- Psychotria pariensis Steyerm.
- Psychotria parimensis Steyerm.
- Psychotria parkeri Baker
- Psychotria parvibractea Steyerm.
- Psychotria parvifolia Benth.
- Psychotria parvistipulata E.M.A.Petit
- Psychotria parvula A.Gray
- Psychotria patens Sw.
- Psychotria patentinervia Müll.Arg.
- Psychotria patentivenia Miq.
- Psychotria patulinervia Merr. & Quisumb. ex Sohmer & A.P.Davis
- Psychotria pauciflora Bartl. ex DC.
- Psychotria paucinervia Merr.
- Psychotria paulina Standl.
- Psychotria pavairiensis Sohmer
- Psychotria pearcei Standl.
- Psychotria pebasensis (Standl.) C.M.Taylor
- Psychotria pectinata Steyerm.
- Psychotria peduncularis (Salisb.) Steyerm.
- Psychotria pedunculata Sw.
- Psychotria peekeliana Valeton
- Psychotria penangensis Hook.f.
- Psychotria pendula Hook.f.
- Psychotria penduliflora Ridl.
- Psychotria pentaphtosa Müll.Arg.
- Psychotria perbrevis K.Schum.
- Psychotria perferruginea Steyerm.
- Psychotria pergamena Korth.
- Psychotria perijaensis Steyerm.
- Psychotria pernitida Urb.
- Psychotria perotensis Cast.-Campos
- Psychotria perrieri Bremek.
- Psychotria pervicax Standl.
- Psychotria pervillei Baker
- Psychotria peteri E.M.A.Petit
- Psychotria petiginosa Brenan
- Psychotria petiolosa Valeton
- Psychotria petitii Verdc.
- Psychotria phaeochlamys (Lauterb. & K.Schum.) Valeton
- Psychotria phaeochlamysioides Sohmer
- Psychotria phanerandra (Standl. & Steyerm.) C.M.Taylor & Lorence
- Psychotria phaneroloma Standl. & Steyerm.
- Psychotria phanerophlebia Merr.
- Psychotria phaneroplexa Standl.
- Psychotria philacra Dwyer
- Psychotria philippensis Cham. & Schltdl.
- Psychotria phyllanthoides Schltr. ex Guillaumin
- Psychotria phyllocalymma Müll.Arg.
- Psychotria phyllocalymmoides Müll.Arg.
- Psychotria pichisensis Standl.
- Psychotria pickeringii A.Gray
- Psychotria pilifera Hutch.
- Psychotria pilosa Ruiz & Pav.
- Psychotria pilosella Elmer
- Psychotria pilulifera King & Gamble
- Psychotria pinetorum Urb.
- Psychotria pininsularis Guillaumin
- Psychotria pinnatinervia Elmer
- Psychotria piolampra K.Schum.
- Psychotria piperi Merr.
- Psychotria piresii Steyerm.
- Psychotria pisonioides Standl.
- Psychotria pittosporifolia Fosberg
- Psychotria plana Craib
- Psychotria plantaginoidea E.M.A.Petit
- Psychotria platycocca A.Gray
- Psychotria platyneura Kurz
- Psychotria platypoda DC.
- Psychotria pleeana Urb.
- Psychotria pleiocephala Müll.Arg.
- Psychotria pleuropoda Donn.Sm.
- Psychotria plicata Urb.
- Psychotria plocamipes Wernham
- Psychotria plumeriifolia Elmer
- Psychotria plumieri Urb.
- Psychotria pluriceps Standl.
- Psychotria pluricostata (Standl.) C.M.Taylor
- Psychotria plurivenia Thwaites
- Psychotria plusiantha Standl.
- Psychotria pocsii Borhidi & Verdc.
- Psychotria podantha (Fosberg) A.C.Sm.
- Psychotria podocarpa E.M.A.Petit
- Psychotria poilanei Pit.
- Psychotria poissoniana (Baill.) Guillaumin
- Psychotria poliostemma Benth.
- Psychotria polita Valeton
- Psychotria polycarpa (Miq.) Hook.f.
- Psychotria polycephala Benth.
- Psychotria polygrammata Bremek.
- Psychotria polymorpha Greuter
- Psychotria polyphylla Bremek.
- Psychotria polytricha Miq.
- Psychotria ponce-leonis Acuña & Roíg
- Psychotria pongoana Standl.
- Psychotria porphyroclada K.Schum.
- Psychotria potamophila K.Schum.
- Psychotria potanthera Wernham
- Psychotria potaroensis (Sandwith) Steyerm.
- Psychotria praecox Valeton ex Sohmer
- Psychotria prainii H.Lév.
- Psychotria prancei Steyerm.
- Psychotria principensis G.Taylor
- Psychotria prismoclavata (Fosberg) A.C.Sm.
- Psychotria pritchardii Seem.
- Psychotria prunifolia (Kunth) Steyerm.
- Psychotria pseudinundata Wernham
- Psychotria pseudoaxillaris (Wernham) ined.
- Psychotria pseudocollina Hochr.
- Psychotria pseudoixora Pit.
- Psychotria pseudomaschalodesme W.N.Takeuchi
- Psychotria pseudomicrodaphne Guillaumin
- Psychotria pseudoplatyphylla E.M.A.Petit
- Psychotria psittacina Steyerm.
- Psychotria psychotriifolia (Seem.) Standl.
- Psychotria psychotrioides (DC.) Roberty
- Psychotria pteropus O.Lachenaud & D.J.Harris
- Psychotria puberulenta Steyerm.
- Psychotria puberulina (Müll.Arg.) Standl.
- Psychotria pubescens Sw.
- Psychotria pubiflora (A.Gray) Fosberg
- Psychotria pubilimba Quisumb.
- Psychotria pubinoda Standl. ex Steyerm.
- Psychotria pubituba S.Moore
- Psychotria pueboensis Ruhsam
- Psychotria pulchrebracteata Guillaumin
- Psychotria pulgarensis Sohmer & A.P.Davis
- Psychotria pullei Bremek.
- Psychotria pulleniana Sohmer
- Psychotria pumila Hiern
- Psychotria punctata Vatke
- Psychotria pungens Steyerm.
- Psychotria purariensis Sohmer
- Psychotria purdiaei Urb.
- Psychotria purpurea Merr. & L.M.Perry
- Psychotria puyoana C.M.Taylor
- Psychotria pygmaea Merr.
- Psychotria pygmaeodendron K.Schum.
- Psychotria pyramidalis Griseb.
- Psychotria pyramidata Elmer
- Psychotria pyrrotricha (Bremek.) A.P.Davis & Govaerts
- Psychotria quadribracteata Steyerm.
- Psychotria quindiensis Standl.
- Psychotria quinqueradiata Pol.
- Psychotria quisumbingiana Sohmer & A.P.Davis
- Psychotria rabeniana Müll.Arg.
- Psychotria racemosa Rich.
- Psychotria radicans (Merr.) Merr.
- Psychotria raiateensis J.W.Moore
- Psychotria raivavaensis Fosberg
- Psychotria rakotonasoloi A.P.Davis & Govaerts
- Psychotria rakotoniaina A.P.Davis & Govaerts
- Psychotria ramadecumbens Sohmer
- Psychotria rambouensis De Wild.
- Psychotria ramiflora Rusby
- Psychotria ramosii Merr.
- Psychotria ramosissima Elmer
- Psychotria ramuensis Sohmer
- Psychotria ramulosa Merr. & L.M.Perry
- Psychotria randiana Merr. & L.M.Perry
- Psychotria rapensis F.Br.
- Psychotria rarifolia S.Moore
- Psychotria ratovoarisonii A.P.Davis & Govaerts
- Psychotria rauwolfioides Standl.
- Psychotria recordiana Standl.
- Psychotria rectinervis Urb.
- Psychotria recurva Hiern
- Psychotria reducta Baker
- Psychotria reflexapedunculata Sohmer
- Psychotria refracta Müll.Arg.
- Psychotria refractiflora K.Schum.
- Psychotria reginae Müll.Arg.
- Psychotria reineckei K.Schum.
- Psychotria remota Benth.
- Psychotria repanda Ruiz & Pav.
- Psychotria reptans Benth.
- Psychotria resurrecta Wernham
- Psychotria reticulata Ruiz & Pav.
- Psychotria reticulatissima S.Moore
- Psychotria reticulosa Valeton
- Psychotria retifera Standl.
- Psychotria retiphlebia Baker
- Psychotria retusa (Bremek.) A.P.Davis & Govaerts
- Psychotria revoluta DC.
- Psychotria reynosoi Sohmer & A.P.Davis
- Psychotria rhinocerotis Reinw. ex Blume
- Psychotria rhizomatosa De Wild.
- Psychotria rhodothamna Standl.
- Psychotria rhodotricha Pit.
- Psychotria rhombibracteata C.M.Taylor & M.T.Campos
- Psychotria rhombocarpa Kaneh.
- Psychotria rhombocarpoides Hosok.
- Psychotria rhonhofiae K.Krause
- Psychotria rhytidocarpa Müll.Arg.
- Psychotria richardiana Urb.
- Psychotria ridleyi King & Gamble
- Psychotria rigescens Standl.
- Psychotria rigidifolia (Elmer) Merr.
- Psychotria rimbachii Standl.
- Psychotria rivularis Urb.
- Psychotria robertii Standl.
- Psychotria robusta Blume
- Psychotria romolerouxiana C.M.Taylor
- Psychotria rondeletioides Standl.
- Psychotria rondonii Delprete
- Psychotria rosacea Steyerm.
- Psychotria rosea (Benth.) Müll.Arg.
- Psychotria roseata (Fosberg) A.C.Sm.
- Psychotria rosella (Bremek.) A.P.Davis & Govaerts
- Psychotria roseotincta S.Moore
- Psychotria rosmarinifolia (Baill.) Schltr.
- Psychotria rosseliensis Sohmer
- Psychotria rostrata Blume
- Psychotria rosulatifolia Dwyer
- Psychotria rotensis Kaneh.
- Psychotria roxburghii DC.
- Psychotria rubefacta (S.Moore) Guillaumin
- Psychotria rubiginosa Elmer ex Merr.
- Psychotria rubiginosissima Wernham
- Psychotria rubripilis K.Schum.
- Psychotria rubristipulata R.D.Good
- Psychotria rubropedicellata (Bremek.) A.P.Davis & Govaerts
- Psychotria rubropilosa De Wild.
- Psychotria rudis Ridl.
- Psychotria ruelliifolia (Cham. & Schltdl.) Müll.Arg.
- Psychotria rufidula Standl.
- Psychotria rufipes Hook.f.
- Psychotria rufipilis A.Chev. ex De Wild.
- Psychotria rufiramea Standl.
- Psychotria rufocalyx Fosberg
- Psychotria rufovaginata Griseb.
- Psychotria rufovillosa (Bremek.) A.P.Davis & Govaerts
- Psychotria rugulosa Kunth
- Psychotria ruhsamiana A.P.Davis & Govaerts
- Psychotria ruiz-teranii Steyerm.
- Psychotria ruizii Standl.
- Psychotria rupestris Müll.Arg.
- Psychotria rupicola (Baill.) Schltr.
- Psychotria russellii Deb & M.G.Gangop.
- Psychotria rutila Craib
- Psychotria sacciformis C.M.Taylor
- Psychotria sadebeckiana K.Schum.
- Psychotria sagittalis (Baill.) Guillaumin
- Psychotria saidoriensis Sohmer
- Psychotria sakaleonensis Bremek.
- Psychotria salentana Standl.
- Psychotria saloiana Diels
- Psychotria saltatrix C.M.Taylor
- Psychotria saltiensis (S.Moore) Guillaumin
- Psychotria salzmanniana Müll.Arg.
- Psychotria samarensis Merr.
- Psychotria sambiranensis Bremek.
- Psychotria sambucina Link ex Schult.
- Psychotria samoana K.Schum.
- Psychotria sanblasensis C.M.Taylor
- Psychotria sanchezii C.M.Taylor
- Psychotria sanfelicensis Dwyer
- Psychotria sangeana (Miq.) Merr.
- Psychotria sanluisensis Steyerm.
- Psychotria santae-rosae Standl.
- Psychotria santamartensis Rusby
- Psychotria santaremica Müll.Arg.
- Psychotria sarapiquensis Standl.
- Psychotria sarcocarpa Merr.
- Psychotria sarcodes Merr. & L.M.Perry
- Psychotria sarmentosa Blume
- Psychotria sarmentosoides Valeton
- Psychotria sarmiensis Sohmer
- Psychotria sastrei Steyerm.
- Psychotria sauvallei Urb.
- Psychotria savaiiensis Rech.
- Psychotria scaberula Merr.
- Psychotria scabrida Bremek.
- Psychotria scabrifolia Rusby
- Psychotria schaeferi Lorence & W.L.Wagner
- Psychotria scheffleri K.Schum. & K.Krause
- Psychotria schlechtendaliana (Müll.Arg.) Müll.Arg.
- Psychotria schlechteriana K.Krause
- Psychotria schliebenii E.M.A.Petit
- Psychotria schlimii Standl.
- Psychotria schmielei Warb.
- Psychotria schnellii (Aké Assi) Verdc.
- Psychotria schomburgkii Benth.
- Psychotria schraderoides (K.Krause) C.M.Taylor
- Psychotria schultzei Valeton
- Psychotria schumanniana Schltr.
- Psychotria schunkeana (Standl.) C.M.Taylor
- Psychotria schunkei C.M.Taylor
- Psychotria schweinfurthii Hiern
- Psychotria scitula A.C.Sm.
- Psychotria sclerocarpa Whistler
- Psychotria scortechinii King & Gamble
- Psychotria scytophylla Bremek.
- Psychotria secundiflora Valeton
- Psychotria sellowiana (DC.) Müll.Arg.
- Psychotria semifissa Müll.Arg.
- Psychotria semperflorens Pancher ex Beauvis.
- Psychotria sempervirens Geddes
- Psychotria sentanensis Valeton
- Psychotria serpens L.
- Psychotria setistipula Ridl.
- Psychotria setistipulata (R.D.Good) E.M.A.Petit
- Psychotria setulifera C.M.Taylor
- Psychotria shaferi Urb.
- Psychotria sibuyanensis Elmer
- Psychotria siccorubra Dwyer
- Psychotria sidamensis Cufod.
- Psychotria silhetensis Hook.f.
- Psychotria silhouettae F.Friedmann
- Psychotria silvae Steyerm.
- Psychotria silvicola Müll.Arg.
- Psychotria simianensis A.P.Davis & Govaerts
- Psychotria simiarum Standl.
- Psychotria simmondsiana F.M.Bailey
- Psychotria sinuata C.M.Taylor
- Psychotria sipapoensis Steyerm.
- Psychotria siphonophora Urb.
- Psychotria sixaolensis C.W.Ham.
- Psychotria sloanei Urb.
- Psychotria smaragdina Standl.
- Psychotria smithiae Geddes
- Psychotria sodiroi Standl.
- Psychotria soejartoi C.M.Taylor
- Psychotria sogerensis Wernham
- Psychotria sohmeri Kiehn
- Psychotria sohmeriana I.M.Turner
- Psychotria sohotonensis Sohmer & A.P.Davis
- Psychotria solanoides Turrill
- Psychotria solitudinum Standl.
- Psychotria solomonensis Merr. & L.M.Perry
- Psychotria sonkeana O.Lachenaud & Séné
- Psychotria sonocorova (Bremek.) A.P.Davis & Govaerts
- Psychotria sordida Thwaites
- Psychotria sororia DC.
- Psychotria sorsogonensis Elmer
- Psychotria soteropolitana Müll.Arg.
- Psychotria sousae Lorence & Dwyer
- Psychotria spadicea (Pittier) Standl. & Steyerm.
- Psychotria sparsipila Bremek.
- Psychotria spathacea (Hiern) Verdc.
- Psychotria spathicalyx Müll.Arg.
- Psychotria speciosa G.Forst.
- Psychotria spectabilis Steyerm.
- Psychotria speluncae Standl. & Steyerm.
- Psychotria sphaerocarpa Wall.
- Psychotria sphaerocephala Müll.Arg.
- Psychotria sphaeroidea Urb.
- Psychotria sphaerothyrsa Valeton
- Psychotria spicata Benth.
- Psychotria spiciflora Standl.
- Psychotria spithamea S.Moore
- Psychotria squamelligera Steyerm.
- Psychotria srilankensis Ruhsam
- Psychotria st-johnii Fosberg
- Psychotria stachyoides Benth.
- Psychotria steinbachii Standl.
- Psychotria steinii Steyerm.
- Psychotria stellaris Müll.Arg.
- Psychotria stenantha A.C.Sm.
- Psychotria stenocalyx Müll.Arg.
- Psychotria stenostachya Standl.
- Psychotria stevedarwiniana W.N.Takeuchi
- Psychotria stevensiana Sohmer
- Psychotria steyermarkii Standl.
- Psychotria stigmatophylla K.Schum.
- Psychotria stipulosa Müll.Arg.
- Psychotria stolonifera W.N.Takeuchi
- Psychotria storckii Seem.
- Psychotria straminea Hutch.
- Psychotria streimannii Sohmer
- Psychotria stricta K.Schum.
- Psychotria strictistipula Schnell
- Psychotria strigosa Müll.Arg.
- Psychotria striolata K.Krause
- Psychotria suarezensis A.P.Davis & Govaerts
- Psychotria suaveolens S.Moore
- Psychotria subacuminalis Müll.Arg.
- Psychotria subalata C.Wright ex Griseb.
- Psychotria subalpina Elmer
- Psychotria subcapitata Bremek.
- Psychotria subcaudata Valeton
- Psychotria subcordata Britton
- Psychotria subcucullata Merr.
- Psychotria subfusca Müll.Arg.
- Psychotria subglabra De Wild.
- Psychotria subintegra (Wight & Arn.) Hook.f.
- Psychotria submontana Domin
- Psychotria subnubila Bremek.
- Psychotria subobliqua Hiern
- Psychotria subobovata Miq.
- Psychotria subpallens S.Moore
- Psychotria subpunctata Hiern
- Psychotria subremota Müll.Arg.
- Psychotria subscandens Müll.Arg.
- Psychotria subsessiliflora Elmer
- Psychotria subsimplex Merr.
- Psychotria subspathacea Müll.Arg.
- Psychotria subspathulata (Müll.Arg.) C.M.Taylor
- Psychotria subtriflora Müll.Arg.
- Psychotria subundulata Benth.
- Psychotria subuniflora (Baill.) Schltr.
- Psychotria subvelutina Ekman & Urb.
- Psychotria succulenta (Hiern) E.M.A.Petit
- Psychotria suerrensis Donn.Sm.
- Psychotria suffruticosa Müll.Arg.
- Psychotria sulcata Wall. ex Hook.f.
- Psychotria sulitii Merr. & Quisumb. ex Sohmer & A.P.Davis
- Psychotria sumatrensis Ridl.
- Psychotria sumbavana Miq.
- Psychotria surianii Urb.
- Psychotria surigaoensis Sohmer & A.P.Davis
- Psychotria surinamensis Bremek.
- Psychotria suterella Müll.Arg.
- Psychotria sutericalyx Wernham
- Psychotria sycophylla (K.Schum.) E.M.A.Petit
- Psychotria sylvatica Blume
- Psychotria sylvivaga Standl.
- Psychotria symplocifolia Kurz
- Psychotria tacarcunensis Dwyer
- Psychotria tahanensis Ruhsam
- Psychotria tahitensis (Drake) Drake
- Psychotria taitensis Verdc.
- Psychotria talasensis Sohmer
- Psychotria talbotii Wernham
- Psychotria tanganyicensis Verdc.
- Psychotria tapantiensis C.M.Taylor
- Psychotria tapirapecoana Steyerm.
- Psychotria tarapotensis Standl.
- Psychotria tatamana Standl.
- Psychotria tatei Standl.
- Psychotria taupotinii F.Br.
- Psychotria taviunensis Gillespie
- Psychotria tawaensis Merr.
- Psychotria taxifolia Bremek.
- Psychotria tayabensis Elmer
- Psychotria temehaniensis J.W.Moore
- Psychotria temetiuensis Lorence & W.L.Wagner
- Psychotria tenerior (Cham.) Müll.Arg.
- Psychotria tenuicaulis K.Krause
- Psychotria tenuiflora (DC.) ined.
- Psychotria tenuifolia Sw.
- Psychotria tenuinervis Müll.Arg.
- Psychotria tenuipes Merr. & L.M.Perry
- Psychotria tenuipetiolata Verdc.
- Psychotria tenuirachis Valeton
- Psychotria tenuis Merr. & L.M.Perry
- Psychotria tenuissima E.M.A.Petit
- Psychotria tephrosantha A.Gray
- Psychotria tepuiensis (Steyerm.) Steyerm.
- Psychotria ternata Bremek.
- Psychotria ternatifolia W.N.Takeuchi
- Psychotria tessmannii Standl.
- Psychotria testacea Sohmer
- Psychotria tetragonoides Fosberg
- Psychotria tetramera Steyerm.
- Psychotria teysmanniana (Miq.) Boerl.
- Psychotria thailandensis Ruhsam
- Psychotria thelophora Urb.
- Psychotria thomensis G.Taylor
- Psychotria thomsonii Hook.f.
- Psychotria thorelii Pit.
- Psychotria tillettii Steyerm.
- Psychotria timbiquensis (Standl.) C.M.Taylor
- Psychotria timonioides Fosberg
- Psychotria tipuanensis Standl.
- Psychotria toensis Britton & P.Wilson
- Psychotria tolongoinensis A.P.Davis & Govaerts
- Psychotria tomaniviensis A.C.Sm.
- Psychotria tomentella (S.Moore) Zappi
- Psychotria toninensis S.Moore
- Psychotria tonkinensis Pit.
- Psychotria tonsa (Cham. & Schltdl.) ined.
- Psychotria torbeciana (Urb. & Ekman) Alain
- Psychotria torrei Acuña & Roíg
- Psychotria torrenticola O.Lachenaud & Séné
- Psychotria torresiana Standl.
- Psychotria toviana F.Br.
- Psychotria transiens Wernham
- Psychotria trianae Standl.
- Psychotria tricephala (Müll.Arg.) Zappi
- Psychotria trichanthera K.Schum.
- Psychotria trichocarpa Valeton
- Psychotria trichocephala Poepp.
- Psychotria trichophora Müll.Arg.
- Psychotria trichopodantha (Baill.) Guillaumin
- Psychotria trichostoma Merr. & L.M.Perry
- Psychotria trichostyla Müll.Arg.
- Psychotria trichotoma M.Martens & Galeotti
- Psychotria triclada E.M.A.Petit
- Psychotria tricolor ined.
- Psychotria trifida Ruiz & Pav.
- Psychotria tripedunculata Sohmer
- Psychotria tristis H.J.P.Winkl.
- Psychotria trisulcata (Baill.) Guillaumin
- Psychotria trivialis Rusby
- Psychotria trujilloi Steyerm.
- Psychotria truncata Wall.
- Psychotria tsakiana C.M.Taylor
- Psychotria tsaratananensis A.P.Davis & Govaerts
- Psychotria tsiandrensis Bremek.
- Psychotria tubuaiensis Fosberg
- Psychotria tubulocubensis Govaerts
- Psychotria turbinata A.Gray
- Psychotria turbinella Müll.Arg.
- Psychotria turboensis Standl. ex Steyerm.
- Psychotria turrubarensis W.C.Burger & Q.Jiménez
- Psychotria tutcheri Dunn
- Psychotria tylophora Kurz
- Psychotria uahukensis Lorence & W.L.Wagner
- Psychotria uapoensis Lorence & W.L.Wagner
- Psychotria uberabana Müll.Arg.
- Psychotria ulei Standl.
- Psychotria ulviformis Steyerm.
- Psychotria umbellata Thonn.
- Psychotria umbellifera E.M.A.Petit
- Psychotria uncumariana C.M.Taylor
- Psychotria unicarinata (Fosberg) A.C.Sm. & S.P.Darwin
- Psychotria unioensis Guillaumin
- Psychotria urbaniana Steyerm.
- Psychotria urceolata Steyerm.
- Psychotria urdanetensis Elmer
- Psychotria urniformis Steyerm.
- Psychotria usambarensis Verdc.
- Psychotria utakwensis Wernham
- Psychotria vaccinioides Valeton
- Psychotria vaccinioidifolia Sohmer
- Psychotria valerioana Standl.
- Psychotria valetoniana Sohmer
- Psychotria valetonii Hochr.
- Psychotria valleculata A.C.Sm.
- Psychotria van-hermanii Acuña & Roíg
- Psychotria vanimoensis Sohmer
- Psychotria vanoverberghii Merr.
- Psychotria vareschii Steyerm.
- Psychotria variegata Steyerm.
- Psychotria vasiviensis (Müll.Arg.) Standl.
- Psychotria vaupelii Whistler
- Psychotria vellerea Müll.Arg.
- Psychotria vellosiana Benth.
- Psychotria velutina Elmer
- Psychotria venezuelensis Steyerm.
- Psychotria venosa (Hiern) E.M.A.Petit
- Psychotria ventuariana Standl. & Steyerm.
- Psychotria venulosa Müll.Arg.
- Psychotria veracruzensis Lorence & Dwyer
- Psychotria verdcourtii Borhidi
- Psychotria verschuerenii De Wild.
- Psychotria versteegii Deb & M.G.Gangop.
- Psychotria verticissaxi Valeton
- Psychotria vesciculifera C.M.Taylor
- Psychotria vescula A.C.Sm.
- Psychotria vestita C.Presl
- Psychotria vichadensis Standl.
- Psychotria victoriae Standl.
- Psychotria vieillardii (Baill.) Guillaumin
- Psychotria vietnamensis Ruhsam
- Psychotria viguieri (Bremek.) A.P.Davis & Govaerts
- Psychotria villosa Ruiz & Pav.
- Psychotria vinkii Sohmer
- Psychotria virgata Ruiz & Pav.
- Psychotria viridialba Urb.
- Psychotria viridibractea Steyerm.
- Psychotria viridiflora Reinw. ex Blume
- Psychotria viridis Ruiz & Pav.
- Psychotria viticoides Wernham
- Psychotria vitiensis Fosberg
- Psychotria vittoriensis Müll.Arg.
- Psychotria vogeliana Benth.
- Psychotria voluta Elmer
- Psychotria vomensis Gillespie
- Psychotria vulpina Ridl.
- Psychotria waasii Sohmer
- Psychotria wagapensis Guillaumin
- Psychotria waimamurensis Merr. & L.M.Perry
- Psychotria waiuensis Sohmer
- Psychotria walikalensis E.M.A.Petit
- Psychotria warburgiana A.P.Davis
- Psychotria warmingii Müll.Arg.
- Psychotria warongloaensis Hochr.
- Psychotria wawrae Sohmer
- Psychotria wawrana Müll.Arg.
- Psychotria weberbaueri Standl.
- Psychotria weberi Merr.
- Psychotria welwitschii (Hiern) Bremek.
- Psychotria wenzelii (Merr.) Merr.
- Psychotria wernhamiana S.Moore
- Psychotria wesselsboeri Steyerm.
- Psychotria wiakabui W.N.Takeuchi
- Psychotria wichmannii Valeton
- Psychotria wilkesiana Standl.
- Psychotria williamsii Standl.
- Psychotria winitii Craib
- Psychotria winkleri Merr.
- Psychotria wollastonii Wernham
- Psychotria womersleyi Sohmer
- Psychotria wonotobensis (Bremek.) Steyerm.
- Psychotria woodii Merr.
- Psychotria woronovii Standl.
- Psychotria woytkowskii Dwyer & M.V.Hayden
- Psychotria wrayi King & Gamble
- Psychotria wullschlaegelii Urb.
- Psychotria wurdackii Steyerm.
- Psychotria xanthochlora K.Schum.
- Psychotria xantholoba Müll.Arg.
- Psychotria xiriricana Standl. ex Hoehne
- Psychotria yagawensis Sohmer & A.P.Davis
- Psychotria yapacanensis Steyerm.
- Psychotria yapaensis Sohmer
- Psychotria yapasensis Standl.
- Psychotria yapoensis (Schnell) Verdc.
- Psychotria yaracuyensis Steyerm.
- Psychotria yarumalensis Standl. ex Steyerm.
- Psychotria yatesii (Merr.) Merr.
- Psychotria yavitensis Steyerm.
- Psychotria yenii Sohmer & A.P.Davis
- Psychotria yunnanensis Hutch.
- Psychotria zepelaciana Standl.
- Psychotria zevallosii C.M.Taylor
- Psychotria zeylanica Sohmer
- Psychotria zombamontana (Kuntze) E.M.A.Petit

... · 
Afrocanthium · 
Asperula (Bedstro) · 
Atractocarpus · 
Belonophora · 
Bouvardia · 
Breonadia · 
Byrsophyllum · 
Callipeltis · 
Cephalanthus (Kogelbloem) · 
Chassalia · 
Cinchona · 
Coffea (Koffie) · 
Coprosma · 
Cruciata · 
Deppea · 
Galium (Walstro) · 
Gardenia · 
Genipa · 
Morinda · 
Nertera · 
Pentas · 
Plocama · 
Portlandia · 
Psydrax · 
Richardia · 
Rothmannia · 
Rubia · 
Rutidea · 
Rytigynia · 
Sabicea · 
Sarcocephalus · 
Sericanthe · 
Sherardia · 
Spermacoce · 
Tarenna · 
Tricalysia · 
Uncaria · 
Vangueria · 
Virectaria ·  
Wendlandia · 
...